# Pintores de Odsherred

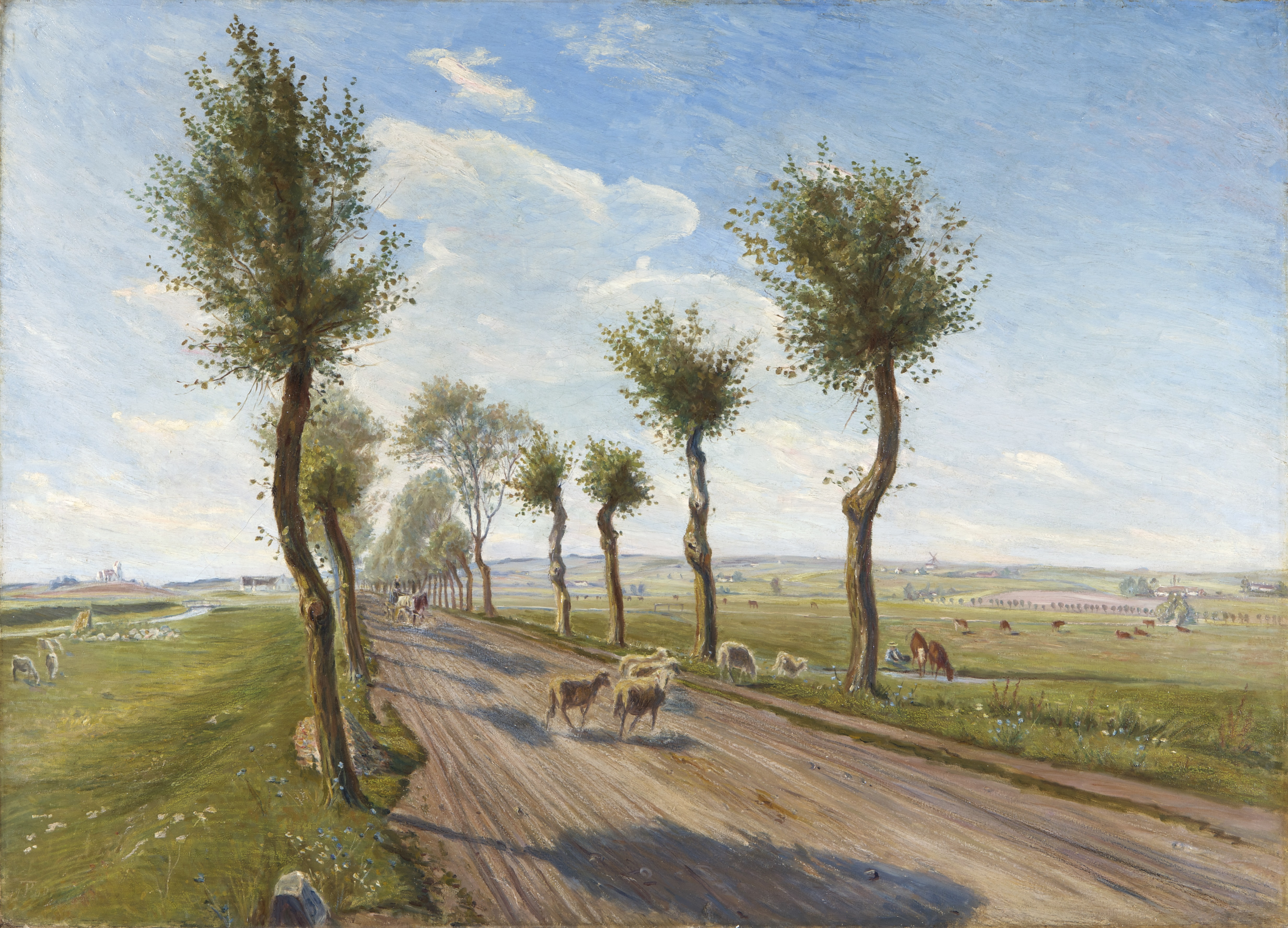
Theodor Philipsen: Landevej ved Faarevejle (1900)

Pintores de Odsherred ( en danés: Odsherredsmalerne ) es un término aplicado a artistas daneses de varios períodos con conexiones con Odsherred en el noroeste de Zelanda, Dinamarca. Algunos nacieron allí mientras que otros se establecieron en el área o pintaron allí. Si bien el término incluye pintores del siglo XIX, como Johan Thomas Lundbye, Vilhelm Kyhn y Vilhelm Melbye, se aplica más específicamente a los pintores que crearon paisajes de 1930 a 1970 y que formaron una colonia de artistas. Incluye a Karl Bovin, Kaj Ejstrup, Viggo Rørup, Ellen Krause, Lauritz Hartz, Povl Christensen, Victor Brockdorff y Sigurd Swane .
El grupo de pintores de Odsherred que surgió en la década de 1930 fue la más reciente de las colonias de artistas de Dinamarca, los otros fueron los pintores Skagen, los pintores Funen y la escuela de pintores de Bornholm .

## Colonia de artistas
La colonia de artistas creció en la década de 1930 cuando varios pintores se asentaron en el espectacular paisaje del suroeste de Odsherred en el campo montañoso conocido como Vejrhøjbuen entre la bahía de Sejerø y el ahora recuperado Lammefjord . Con Karl Bovin y Kaj Ejstrup como figuras centrales, los artistas redescubrieron el naturalismo y el arte figurativo en un momento en que prevalecía el modernismo. La mayoría de ellos se conocían de la Real Academia Danesa de Bellas Artes. Se establecieron en la misma pequeña área desarrollando amistades basadas en ambiciones artísticas comunes. Inicialmente alquilaron alojamiento en antiguas granjas y casas de campo, a menudo solo por el verano, pero luego varios de ellos compraron sus propias casas en la zona. El grupo logró revivir el naturalismo en la década de 1930, en parte organizando la serie de exposiciones Corner en Copenhague.
La colonia que comenzó en la década de 1930 fue dirigida por Karl Bovin (1907-85) y Kaj Ejstrup (1902-56). Los miembros incluyeron a Lauritz Hartz (1903-87), Viggo Rørup (1903-71) y su esposa Ellen Krause (1905-1990), Victor Brockdorff (19121-92), Ernst Syberg (1906-81), Povl Christensen (1909-77 ), Alfred Simonsen (1906-35), Ole Kielberg (1911-85), Søren Hjorth Nielsen (1901-83) y Birthe Bovin (1906-80). Bovin, Hartz y Rørup pasaron toda su vida en Odsherred, mientras que los demás regresaban por períodos más cortos o más largos cada verano. Se sintieron atraídos por el espectacular paisaje con sus empinadas laderas y túmulos funerarios, así como por el aspecto bastante frugal del campo. Coincidió con su deseo como naturalistas de tener una fuente constante de inspiración para su trabajo.
Los cielos abiertos, los extensos campos, las colinas ondulantes y los pisos costeros de Odsherred se convirtieron en los temas favoritos de sus paisajes. Inicialmente eran conocidos como Mørkemalerne (Los Pintores Oscuros) como resultado de su paleta sombría, pero luego usaron tonos más brillantes e impresionistas. En palabras de Karl Bovin: "Todo es cuestión de trabajar en una zona, y también podemos incluir el clima que tenemos aquí en Dinamarca; ese clima se ha convertido en un motivo constante, ya que es muy cambiante y se ha convertido en una especie de pintura naturalista danesa ".

## Otros artistas visitantes

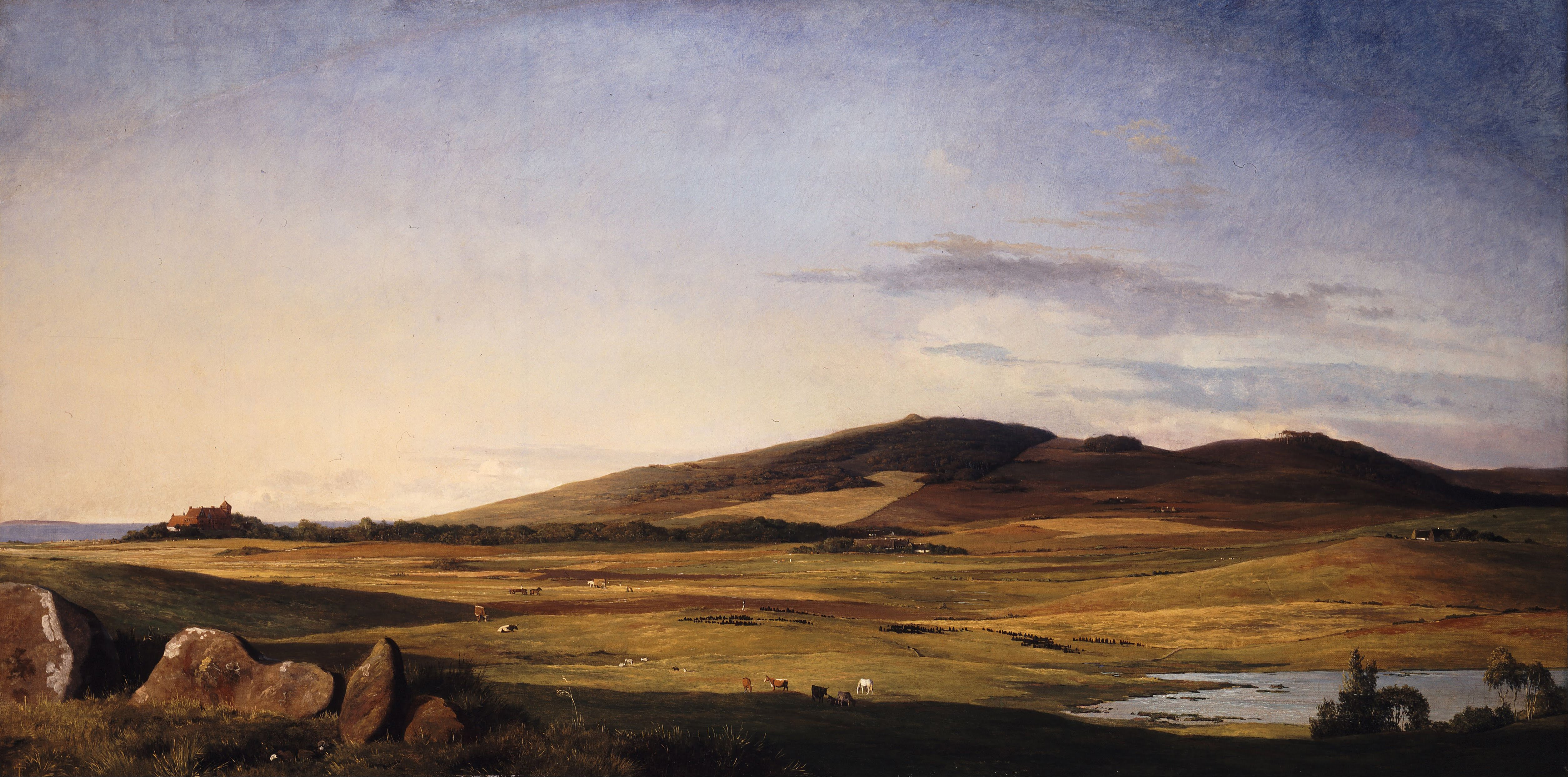
Johan Thomas Lundbye : Paisaje de Zelanda. Vista desde Bjerresø Mark hacia Vejrhøj y Dragsholm Manor (1840)

La primera pintura de paisaje de Odsherred fue completada por Johan Thomas Lundbye en 1840. Típica de la Edad de Oro de Dinamarca, presenta una escena al norte de Bjergsø con la colina Vejrhøj y la mansión Dragsholm. El paisaje de Odsherred también está representado en las obras de Vilhelm Kyhn (1819-1903), quien pintó  en Rørvig, y Theodor Philipsen (1840-1920), quien pintó el camino entre Fårevejle y Vejrhøj. Las colinas en el oeste de Odsherred fueron pintadas por Carla Colsmann Mohr (1887-1974), Asta Ring Schultz (1895-1978), Ingrid Wichmann (1903-2006) y, por último pero no menos importante por Ejnar Nielsen (1872-1956), quien había enseñado a varios de los pintores de Odsherred en la Academia y fue animado a unirse a ellos alrededor de 1940.
También hubo varios artistas que tenían relación con Vallekilde Højskole en el suroeste de Odsherred. La escuela fue fundada por Ernst Trier en 1885, y formó a varias generaciones de artistas como Troels Trier (1879-1962) y sus hijos Holmer (1916-1999) y Ernst (1920-1979). Paul Nyhuus (1910-1970) también tenía relación con la escuela. Otros fueron: Aksel Møller (1909-1994) que se mudó a Odsherred en 1944, Helge Ernst (1916-1990), que pasó muchos veranos en Odsherred, y los escultores Johannes Hansen (1903-1995) y Knud Nellemose (1906-1997) que regresaba a la zona todos los veranos. Los artistas Poul S. Nielsen (1920-1998), Julius Wederkinch (1919-1992) y Johannes Carstensen (1924-2010) vivieron en el oeste de Odsherred en las colinas, pintando el paisaje local. Anders Gudmundsen-Holmgreen (1892-1967) pintó escenas de la vida veraniega y del baño de las niñas en Odsherred. Desde 1960, Lars Sylvest Jakobsen (1909-2005) vivió y pintó en Nykøbing, mientras que Jørgen Brynjolf (1931-1993) y Ole Finding (nacido en 1937) descubrieron nuevos motivos en Odsherred.

## Literatura
- Fabritius, Elisabeth (2007). Danish Artists' Colonies: The Skagen Painters, the Funen Painters, the Bornholm Painters, the Odsherred Painters. Skagens Museum. ISBN 978-87-88686-39-5.
- Flugt, Tommy (2011). Tidsskrift for Kunst 2011 #2: Tidsskrift om Odsherreds Kunstmuseum, Malergården og Huset i Asnæs (en danish). Aurora.
- Granhøj Jørgensen, Hardy (2013). Modernisme midt i naturen Odsherredsmalerne. Museum Odsherred, Kunstmuseet i Asnæs. ISBN 978-87-993053-1-5.
- Valentiner, Gitte (2004). Odsherredsmalerne - en kunstnerkoloni. Odsherreds Kunstmuseum. ISBN 978-87-989993-0-0.